# Isovite
L'isovite è un minerale scoperto lungo il fiume Is dal quale prende il nome che scorre nel distretto dell'Isovski, regione degli Urali in Russia. Chimicamente è un carburo di ferro e cromo, analogo alla haxonite.

## Morfologia
L'isovite è stata trovata sotto forma di granuli o piccoli cristalli fino a 0,2 mm dispersi in una matrice.

## Origine e giacitura
L'isovite si trova nei depositi alluvionali associata ad oro nativo, vari minerali di metalli del gruppo del platino, cinabro e spinello cromifero.

## Particolarità
L'isovite è ferromagnetica.